# Serie A Élite 2024-2025 (rugby a 15 maschile)
La Serie A Élite 2024-25 fu la 95ª edizione del campionato nazionale italiano di rugby a 15 di prima divisione.
Si tenne dal 12 ottobre 2024 al 31 maggio 2025 tra 10 squadre che si incontrarono nella stagione regolare per decidere le quattro qualificate ai play-off.
Per la seconda stagione di fila a primeggiare nella stagione regolare fu Viadana, seguita da Rovigo, Petrarca e Valorugby. Alle semifinali playoff tutto facile peri i giallo-neri che si sbarazzarono agilmente degli emiliani con un risultato totale di 57-32 tra andata e ritorno , conquistando la seconda finale consecutiva. Discorso diverso nel derby d'Italia tra Rovigo e Petrarca, dove il XV rodigino riuscì a ribaltare il risultato dell'andata (13-8 al Plebiscito di Padova) vincendo il ritorno per 25-16 di fronte al  proprio pubblico.
Allo stadio Lanfranchi di Parma si tenne una finale al cardiopalma, con Rovigo, sotto di 11 punti all'intervallo (21-10), che riuscì nell'impresa di ribaltare il risultato nella seconda frazione, grazie alle mete di Moscardi, MVP della finale, e Della Sala, chiudendo la partita sul 21-27 risultato che valse a Rovigo il suo quindicesimo scudetto, a pari merito del Petrarca e  Benetton e a tre dall'Amatori Milano primatista da sempre del palmarès. La finale del torneo fu gestita dalla neonata Lega Italiana Rugby, cui la Federazione aveva già affidato l'ultimo atto della Coppa Italia un mese prima.
A retrocedere in serie A fu invece la S.S. Lazio, promosso appena la stagione precedente.
Il valore delle marcature, come stabilito da World Rugby nel 2017, è: 5 punti per ciascuna meta (7 se trasformata), 7 punti per la meta tecnica, 3 punti per la realizzazione di ciascun calcio piazzato, idem per il drop.

## Squadre partecipanti
| Club       | Sponsor             | Città           | Impianto interno          |
| ---------- | ------------------- | --------------- | ------------------------- |
| Colorno    | HBS                 | Colorno         | Stadio Gino Maini         |
| Fiamme Oro | Retitalia           | Roma            | C.S. P.S. Ponte Galeria   |
| Lyons      | Sitav               | Piacenza        | Stadio Walter Beltrametti |
| Mogliano   | Banca CMB           | Mogliano Veneto | Stadio Maurizio Quaggia   |
| Petrarca   | Argos               | Padova          | CS Memo Geremia           |
| Rovigo     | FEMI-CZ             | Rovigo          | Stadio Mario Battaglini   |
| S.S. Lazio | ESNA-SOA            | Roma            | C.S. Giulio Onesti        |
| Valorugby  | E80 Group           | Reggio Emilia   | Stadio Mirabello          |
| Viadana    | Coenergia           | Viadana         | Stadio Luigi Zaffanella   |
| Vicenza    | Rangers Battistolli | Vicenza         | Rugby Arena               |

## Stagione regolare

### Risultati
| 12-10-2024 | 1ª/10ª giornata        | 25-1-2025 |
| ---------- | ---------------------- | --------- |
| 26-21      | Colorno — Mogliano     | 14-20     |
| 31-0       | Petrarca — Lyons       | 17-12     |
| 45-25      | Rovigo — Vicenza       | 21-16     |
| 33-17      | Valorugby — Lazio      | 29-26     |
| 28-15      | Viadana — Fiamme Oro   | 10-9      |
|            |                        |           |
| 3-11-2024  | 4ª/13ª giornata        | 1-3-2025  |
| 48-24      | Fiamme Oro — Lazio     | 33-13     |
| 14-26      | Lyons — Viadana        | 12-24     |
| 36-15      | Petrarca — Colorno     | 17-20     |
| 17-26      | Valorugby — Rovigo     | 10-22     |
| 27-8       | Vicenza — Mogliano     | 15-27     |
|            |                        |           |
| 7-12-2024  | 7ª/16ª giornata        | 29-3-2025 |
| 16-20      | Fiamme Oro — Valorugby | 22-27     |
| 6-6        | Mogliano — Lyons       | 23-8      |
| 52-24      | Rovigo — Colorno       | 57-7      |
| 20-28      | Viadana — Petrarca     | 28-33     |
| 35-26      | Vicenza — Lazio        | 20-8      |

| 19-10-2024 | 2ª/11ª giornata       | 1-2-2025 |
| ---------- | --------------------- | -------- |
| 6-12       | Fiamme Oro — Rovigo   | 12-17    |
| 15-24      | Lazio — Petrarca      | 7-31     |
| 12-42      | Lyons — Valorugby     | 32-35    |
| 15-34      | Mogliano — Viadana    | 13-15    |
| 26-11      | Vicenza — Colorno     | 35-39    |
|            |                       |          |
| 16-11-2024 | 5ª/14ª giornata       | 8-3-2025 |
| 32-14      | Fiamme Oro — Vicenza  | 45-25    |
| 12-21      | Lyons — Rovigo        | 7-37     |
| 20-26      | Mogliano — Petrarca   | 32-31    |
| 31-19      | Valorugby — Colorno   | 29-30    |
| 59-9       | Viadana — Lazio       | 36-29    |
|            |                       |          |
| 20-12-2024 | 8ª/17ª giornata       | 5-4-2025 |
| 33-14      | Colorno — Lazio       | 26-22    |
| 26-19      | Lyons — Vicenza       | 14-16    |
| 27-14      | Petrarca — Fiamme Oro | 26-21    |
| 23-26      | Rovigo — Viadana      | 34-62    |
| 10-12      | Valorugby — Mogliano  | 26-35    |

| 26-10-2024 | 3ª/12ª giornata       | 15-2-2025 |
| ---------- | --------------------- | --------- |
| 42-18      | Colorno — Lyons       | 19-24     |
| 13-29      | Mogliano — Fiamme Oro | 10-26     |
| 13-17      | Petrarca — Valorugby  | 23-28     |
| 35-20      | Rovigo — Lazio        | 38-17     |
| 33-3       | Viadana — Vicenza     | 19-15     |
|            |                       |           |
| 30-11-2024 | 6ª/15ª giornata       | 22-3-2025 |
| 14-23      | Colorno — Viadana     | 24-22     |
| 17-22      | Lazio — Mogliano      | 13-47     |
| 8-23       | Lyons — Fiamme Oro    | 19-32     |
| 26-28      | Petrarca — Rovigo     | 13-3      |
| 27-22      | Valorugby — Vicenza   | 11-6      |
|            |                       |           |
| 19-1-2025  | 9ª/18ª giornata       | 26-4-2025 |
| 50-27      | Fiamme Oro — Colorno  | 46-19     |
| 20-26      | Lazio — Lyons         | 35-33     |
| 19-12      | Mogliano — Rovigo     | 32-48     |
| 48-0       | Viadana — Valorugby   | 10-45     |
| 14-36      | Vicenza — Petrarca    | 21-71     |

### Classifica
| Pos | Squadra    | G  | V  | N | P  | PF  | PS  | DP   | BMP | Pt |
| --- | ---------- | -- | -- | - | -- | --- | --- | ---- | --- | -- |
| 1   | Viadana    | 18 | 14 | 0 | 4  | 523 | 335 | +188 | 12  | 68 |
| 2   | Rovigo     | 18 | 14 | 0 | 4  | 531 | 351 | +180 | 11  | 67 |
| 3   | Petrarca   | 18 | 13 | 0 | 5  | 507 | 315 | +192 | 14  | 66 |
| 4   | Valorugby  | 18 | 12 | 0 | 6  | 437 | 391 | +46  | 10  | 58 |
| 5   | Fiamme Oro | 18 | 10 | 0 | 8  | 479 | 337 | +142 | 15  | 55 |
| 6   | Mogliano   | 18 | 9  | 1 | 8  | 375 | 383 | −8   | 6   | 44 |
| 7   | Colorno    | 18 | 8  | 0 | 10 | 409 | 542 | −133 | 7   | 39 |
| 8   | Vicenza    | 18 | 5  | 0 | 13 | 354 | 499 | −145 | 8   | 28 |
| 9   | Lyons      | 18 | 3  | 1 | 14 | 283 | 468 | −185 | 8   | 22 |
| 10  | S.S. Lazio | 18 | 1  | 0 | 17 | 331 | 608 | −277 | 9   | 13 |

## Play-off
|  | Semifinali | Semifinali | Semifinali | Semifinali |  |  | Finale  | Finale  | Finale |  |
|  |            |            |            |            |  |  |         |         |        |  |
|  | 1          | Viadana    | 29         | 28         |  |  |         |         |        |  |
|  | 4          | Valorugby  | 13         | 19         |  |  | Viadana | Viadana | 21     |  |
|  | 2          | Rovigo     | 8          | 25         |  |  | Rovigo  | Rovigo  | 27     |  |
|  | 3          | Petrarca   | 13         | 16         |  |  |         |         |        |  |

### Semifinali
| Arbitro: | F. Russo (Treviso) |

|                |      |                                                     |
| Tavuyara 71’   | mt   | 5’ Baronio 35’ Morosini 43’ Farias 61’, 78’ Ciofani |
| Cuoghi 71’     | tr   | 43’, 61’ Farias                                     |
| Cuoghi 7’, 26’ | c.p. |                                                     |

| Arbitro: | F. Vedovelli (Sondrio) |

|                           |      |             |
| Scagnolari 28’ Cugini 54’ | mt   | 48’ Elettri |
| Lyle 5’                   | c.p. | 21’ Thomson |

| Arbitro: | R. Angelucci (Livorno) |

|                                                     |    |                                      |
| Quattrini 4’ Locatelli 20’ Bronzini 21’ Ciofani 35’ | mt | 40+1’ Díaz 42’ Leituala 60’ Garziera |
| Farias 4’, 20’, 21’, 35’                            | tr | 42’, 60’ Cuoghi                      |

| Arbitro: | M. Bottino (Roma) |

|                                |      |                    |
| Belloni 40’                    | mt   | 28’ Minozzi        |
| Lertora 5’                     | tr   | 28’ Lyle           |
| Lertora 5’, 45’, 51’, 60’, 67’ | c.p. | 25’, 47’, 53’ Lyle |
| Thomson 80’                    | drop |                    |

### Finale
| Arbitro: | Andrea Piardi (Brescia) |

| |              | |
| Ruiz 23’ Farias 28’ Sauze 31’ | mt           | 14’, 73’ Moscardi 51’ Della Sala |
| Farias 23’, 28’, 31’ | tr           | 14’, 51’, 73’ Thomson |
| | c.p.         | 40+1’ Thomson 63’ Lertora |
| · 66’ Brisighella · 62’ Sauze · 44’ Morosini · Jannelli · Ciofani · Roger · 73’ Baronio · Ruiz · Wagenpfeil · Locatelli · 60’ Marchiori · Boschetti · R. Oubiña · 52’ Dorronsoro · 62’ A. Oubiña | Formazioni   | · Belloni 45’ 54’ · Vaccari · Diederich · Moscardi 75’ · Lertora 22’ 32’ · Thomson · Chillon 58’ · Paganin 41’ · Cosi · Meggiato 46’ · Fourcade 14’ · Ortis 46’ · Pomaro 41’ · Frangini 21’ 61’ 76’ · Della Sala 52’ |
| · 52’ Denti · 60’ Casasola · 62’ Bronzini · 62’ Fiorentini · 66’ Madero · 73’ Di Chio | Sostituzioni | · Cadorini 22’ 32’ 61’ 76’ · Casado Sandri 41’ · Swanepoel 41’ · Mostert 45’ 54’ 75’ · Ferro 46’ · Sironi 46’ · Leccioli 52’ · Krsul 58’                                                                             |
| Gilberto Pavan | Allenatori   | Davide Giazzon |